# جون فيشل
جون فيشل (بالإنجليزية: John Fishel)‏ هو لاعب كرة قاعدة أمريكي، ولد في 8 نوفمبر 1962 في فوليرتون في الولايات المتحدة.

## وصلات خارجية
- جون فيشل على موقعبيزبول رفرنس.كوم (الدوري الرئيسي) (الإنجليزية)
- جون فيشل على موقعبيزبول رفرنس.كوم (الدوري الثانوي) (الإنجليزية)
- جون فيشل على موقع مشجعي الرسوم البيانية (الإنجليزية)